# Aria (manga)
Aria (jap. アリア) – manga autorstwa Kozue Amano. Początkowo była publikowana od stycznia do września 2001 w magazynie „Gekkan Stencil” wydawnictwa Enix pod tytułem Aqua (jap. アクア Akua), jednak zmieniła nazwę po przeniesieniu do czasopisma „Gekkan Comic Blade” wydawnictwa Mag Garden, gdzie ukazywała się od lutego 2002 do lutego 2008.
Studio Hal Film Maker zaadaptowało mangę na kilka serii anime. Pierwszy sezon, zatytułowany Aria the Animation, emitowany był od października do grudnia 2005, drugi sezon, zatytułowany, Aria the Natural, nadawano od kwietnia do września 2006, natomiast sezon, Aria the Origination, od stycznia do marca 2008. Film z okazji 15-lecia serii anime, zatytułowany Aria the Crepuscolo, miał swoją premierę w marcu 2021. Drugi film anime, zatytułowany Aria the Benedizione, został wydany w grudniu 2021.

## Fabuła
Historia rozgrywa się na początku XXIV wieku, począwszy od roku 2301 n.e., w mieście Neo-Wenecja (jap. ネオ・ヴェネツィア Neo Venetsia), na planecie Aqua (jap. アクア  Akua), dawnym Marsie. Planeta została przemianowana po tym, jak została poddana terraformowaniu, co uczyniło ją zdatną do zamieszkania i pokrytą oceanami około 150 lat wcześniej. Neo-Wenecja, oparta na Wenecji zarówno pod względem architektury, jak i atmosfery, jest miastem portowym z wąskimi kanałami zamiast ulic, po których podróżuje się niemotoryzowanymi gondolami.
Fabuła opowiada o dziewczynie imieniem Akari, która przybywa z Manhome (jap. マンホーム Manhōmu), dawnej Ziemi, aby zostać uczennicą gondolierki w Aria Company, jednej z trzech najbardziej prestiżowych firm oferujących usługi przewodników wodnych w mieście. Jej marzeniem jest zostać undine, gondolierką pełniącą rolę pilota wycieczek. Podczas treningu Akari zaprzyjaźnia się ze swoją mentorką Alicią, uczennicami i seniorkami z konkurencyjnych firm – Aiką, Alice, Akirą i Atheną – a także z innymi mieszkańcami Neo-Wenecji. Aqua opowiada o przybyciu Akari na planetę Aqua i jej początkowym szkoleniu jako pair, czyli uczennica. Aria kontynuuje jej historię, pokazując szkolenie na poziomie singla, czyli czeladnika, które kończy się ukończeniem nauki przez Akari, Aikę i Alice oraz ich awansem na pełnoprawne prima undine.
Każdy rozdział to epizod z życia Akari, ukazujący jej odkrywanie świata gondolierów, Neo-Wenecji oraz samej planety Aqua.

## Bohaterowie

### Aria Company
- Akari Mizunashi (jap. 水無 灯里 Mizunashi Akari)

Seiyū: Erino Hazuki 
- Alicia Florence (jap. アリシア·フローレンス Arishia Furōrensu)

Seiyū: Sayaka Ōhara 
- Akino Ametsuchi (jap. 天地 秋乃 Ametsuchi Akino)

Seiyū: Yoshiko Matsuo 
- Ai Aino (jap. 愛野アイ Aino Ai)

Seiyū: Kaori Mizuhashi 
- Anna (jap. アンナ)

Seiyū: Risa Hayamizu 

### Himeya Company
- Aika S. Granzchesta (jap. 藍華·S·グランチェスタ Aika S. Guranchesuta)

Seiyū: Chiwa Saitō 
- Akira E. Ferrari (jap. 晃·E·フェラーリ Akira E. Ferāri)

Seiyū: Junko Minagawa 
- Ayumi K. Jasmine (jap. アユミ·K·ジャスミン Ayumi K. Jasumin)

Seiyū: Ryōko Shiraishi 
- Azusa B. McLaren (jap. あずさ・B・マクラーレン Azusa B. Makurāren)

Seiyū: Mai Nakahara 

### Orange Planet
- Alice Carroll (jap. アリス·キャロル Arisu Kyaroru)

Seiyū: Ryō Hirohashi 
- Athena Glory (jap. アテナ·グローリィ Atena Gurōryi)

Seiyū: Tomoko Kawakami, Rina Satō (film 2021) 
- Atora Monteverdi (jap. アトーラ·モンテヴェルディ Atōra Monteverudi)

Seiyū: Hōko Kuwashima 
- Anzu Yumeno (jap. 夢野 杏 Yumeno Anzu)

Seiyū: Kana Asumi 
- Anya Dostoyevskaya (jap. アーニャ・ドストエフスカヤ Anya Dosutoefusukaya)

Seiyū: Ai Kayano 

### Koty
- Aria Pokoteng (jap. アリア·ポコテン Aria Pokoten)

Seiyū: Chinami Nishimura 
- Hime M. Granzchesta (jap. ヒメ·M·グランチェスタ Hime M. Guranchesuta)

Seiyū: Kaori Mizuhashi 
- Maa (jap. まぁ)

Seiyū: Akeno Watanabe 
- Cait Sith (jap. ケット・シー Ketto Shī)

### Inni
- Akatsuki Izumo (jap. 出雲 暁 Izumo Akatsuki)

Seiyū: Hirofumi Nojima 
- Udo Ayanokoji the 51st (jap. 綾小路宇土51世 Ayanokōji Udo 51-sei)

Seiyū: Yūji Ueda 
- Albert Pitt (jap. アルバート·ピット Arubāto Pitto)

Seiyū: Akeno Watanabe 
- Namihei Anno (jap. 庵野波平 Anno Namihei)

Seiyū: Motomu Kiyokawa 

## Manga
Seria pierwotnie była publikowana pod tytułem Aqua w magazynie „Gekkan Stencil” wydawnictwa Enix od 27 stycznia do 28 września 2001. Następnie została zebrana w dwóch tankōbonach, wydanych 27 lipca 2001 i 27 marca 2002 przez Enix. Po przeniesieniu do czasopisma „Gekkan Comic Blade” wydawnictwa Mag Garden w lutym 2002, tytuł został zmieniony na Aria. Ostatni rozdział mangi został opublikowany w numerze z kwietnia 2008, który ukazał się 29 lutego 2008. Wydawnictwo Mag Garden ponownie wydało dwa tomy Aqua z dodatkowym materiałem i nowymi okładkami.  Łącznie 70 rozdziałów obu serii zostało zebranych w 14 tankōbonach, wydawanych od 3 października 2003 do 10 marca 2008.

### Aqua
| Nr | Data wydania (język japoński)                         | ISBN (język japoński)  |
| -- | ----------------------------------------------------- | ---------------------- |
| 1  | 27 lipca 2001 (Enix) 3 października 2003 (Mag Garden) | ISBN 978-4-7575-0504-9 |
| 2  | 27 marca 2002 (Enix) 3 października 2003 (Mag Garden) | ISBN 978-4-7575-0647-3 |

### Aria
| Nr | Data wydania (język japoński) | ISBN (język japoński)  |
| -- | ----------------------------- | ---------------------- |
| 1  | 10 października 2002          | ISBN 978-4-901926-12-6 |
| 2  | 10 marca 2003                 | ISBN 978-4-901926-36-2 |
| 3  | 10 lipca 2003                 | ISBN 978-4-901926-71-3 |
| 4  | 10 lutego 2004                | ISBN 978-4-86127-016-1 |
| 5  | 10 sierpnia 2004              | ISBN 978-4-86127-062-8 |
| 6  | 11 stycznia 2005              | ISBN 978-4-86127-110-6 |
| 7  | 10 września 2005              | ISBN 978-4-86127-194-6 |
| 8  | 10 stycznia 2006              | ISBN 978-4-86127-224-0 |
| 9  | 10 lipca 2006                 | ISBN 978-4-86127-282-0 |
| 10 | 30 marca 2007                 | ISBN 978-4-86127-370-4 |
| 11 | 3 października 2007           | ISBN 978-4-86127-401-5 |
| 12 | 10 marca 2008                 | ISBN 978-4-86127-482-4 |

## Anime
Obie mangi zostały zaadaptowane na telewizyjny serial anime, za produkcję którego odpowiadało studio Hal Film Maker. Reżyserią zajęli się Jun’ichi Satō oraz Kazuyoshi Fuseki, który pełnił rolę asystenta reżysera, scenariusz napisał również Satō, natomiast muzykę skomponowali Choro Club i Takeshi Senoo. 13-odcinkowa seria, zatytułowana Aria the Animation, była emitowana od 5 października do 28 grudnia 2005 w stacji TV Tokyo. Emisja drugiego sezonu, zatytułowanego Aria the Natural, rozpoczęła się 2 kwietnia i zakończyła 26 września 2006, licząc 26 odcinków. 21 września 2007 wydany został 30-minutowy odcinek OVA, zatytułowany Aria the OVA: Arietta. Trzeci sezon, zatytułowany Aria the Origination, nadawany był od 8 stycznia do 31 marca 2008 i liczył 13 odcinków. Między 26 września 2015 a 24 czerwca 2016 wydana została 3-odcinkowa seria OVA, zatytułowana Aria the Avvenire. Za jej produkcję odpowiadało studio TYO Animations.

## Filmy kinowe
14 kwietnia 2020 ogłoszono, że z okazji 15. rocznicy serii franczyza zaprezentuje nowy projekt zaplanowany na zimę tego samego roku. 22 lipca 2020 podano do wiadomości, że będzie to film anime zatytułowany Aria the Crepuscolo, którego premiera odbyła się 5 marca 2021. Film został wyprodukowany przez studio J.C.Staff i wyreżyserowany przez Takahiro Natoriego, a główni członkowie zespołu produkcyjnego powrócili do swoich ról.
Po premierze filmu Aria the Crepuscolo ogłoszono kolejny projekt anime zatytułowany Aria the Benedizione, który miał być trzecią i ostatnią odsłoną trylogii „Blue Curtain Call”. 21 marca 2021 ujawniono, że jest to kolejny film, który będzie miał premierę zimą 2021 roku. Za produkcję ponownie odpowiadał zespół, który pracował przy poprzednim filmie, a obsada ponownie wcieliła się w swoje role. Premiera w Japonii odbyła się 3 grudnia 2021.